# شهرستان جینگتای
شهرستان جینگتای (به لاتین: Jingtai County) یک منطقهٔ مسکونی در چین است که در بایین واقع شده‌است.